# Ђана Нанини
Ђана Нанини (итал. Gianna Nannini; Сијена, Тоскана, 14. јун 1954) позната је италијанска певачица и композитор. Старија је сестра италијанског возача форумуле 1, Алесандра Нанинија.

## Дискографија
- (1976)
- (1977)
- (1979)
- (1981)
- (1981, Саундтрек)
- (1982)
- (1984)
- (1985)
- (1986)
- (1987)
- (1988)
- (1990)
- (1991)
- (1992, на на шпанском језику)
- (1993)
- (1995)
- (1996)
- (1998)
- (2002, Саундтрек)
- (2002)
- (2004)
- (2006)
- (2007)
- (2007)
- (2009)